# Пінар-дель-Ріо (провінція)
Пінар-дель-Ріо (ісп. Provincia de Pinar del Río) — провінція Куби з центром у місті Пінар-дель-Ріо. Розташована у західні частині острова Куба. Населення провінції 730 626 чоловік, щільність населення становить 67 чоловік на км², таким чином провінція займає восьме місце за чисельністю населення.

## Географія
Площа провінції становить 10 904 км². Провінция межує на схожі з провінцією Гавана (La Habana).

## Історія
Місто і провінція були засновані іспанцями, або Nueva Filipinas (новими філіппінцями) через величезний наплив філіппінців які прибули з Манільських галеон.
Пінар-дель-Ріо було одним з останніх великих міст на Кубі засноване іспанцями.

## Муніципалітети

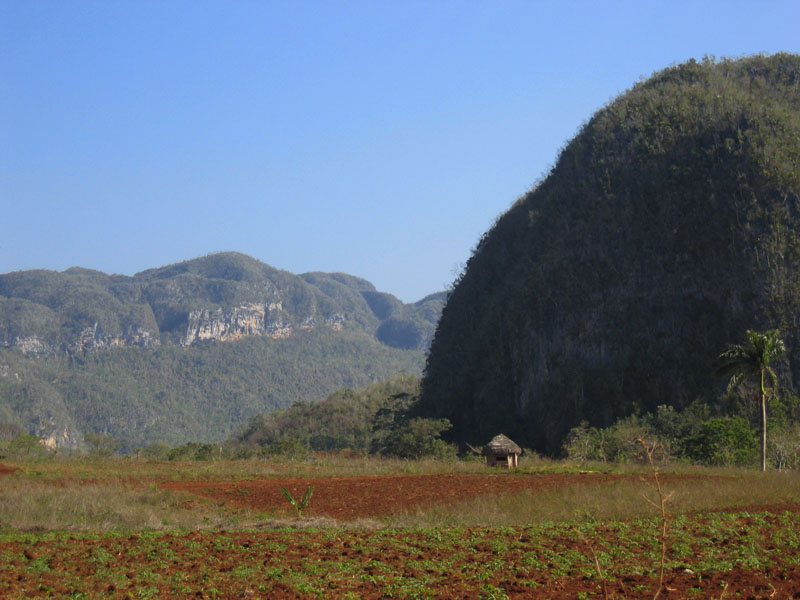
Куполоподібні округлі моготи

| Муніципалітет        | Населення (2004) | Площа (км²) | Знаходження                                                           | примітки          |
| -------------------- | ---------------- | ----------- | --------------------------------------------------------------------- | ----------------- |
| Байа-Онда            | 45 968           | 784         | 22°54′23″ пн. ш. 83°09′49″ зх. д. / 22.90639° пн. ш. 83.16361° зх. д. |                   |
| Канделарія           | 19 523           | 299         | 22°44′40″ пн. ш. 82°57′57″ зх. д. / 22.74444° пн. ш. 82.96583° зх. д. |                   |
| Консоласіон-дель-Сур | 87 500           | 1 112       | 22°30′0″ пн. ш. 83°30′55″ зх. д. / 22.50000° пн. ш. 83.51528° зх. д.  |                   |
| Гуане                | 35 893           | 717         | 22°12′2″ пн. ш. 84°05′1″ зх. д. / 22.20056° пн. ш. 84.08361° зх. д.   |                   |
| Ла-Пальма            | 35 426           | 621         | 22°45′22″ пн. ш. 83°33′12″ зх. д. / 22.75611° пн. ш. 83.55333° зх. д. |                   |
| Лос-Паласіос         | 38 950           | 786         | 22°34′57″ пн. ш. 83°14′56″ зх. д. / 22.58250° пн. ш. 83.24889° зх. д. |                   |
| Мантуа               | 26 065           | 915         | 22°17′27″ пн. ш. 84°17′14″ зх. д. / 22.29083° пн. ш. 84.28722° зх. д. |                   |
| Мінас-де-Матаамбре   | 34 419           | 858         | 22°34′57″ пн. ш. 83°56′57″ зх. д. / 22.58250° пн. ш. 83.94917° зх. д. |                   |
| Пінар-дель-Ріо       | 190 532          | 708         | 22°25′33″ пн. ш. 83°41′18″ зх. д. / 22.42583° пн. ш. 83.68833° зх. д. | Столиця провінції |
| Сан-Крістобаль       | 70 830           | 936         | 22°43′1″ пн. ш. 83°03′4″ зх. д. / 22.71694° пн. ш. 83.05111° зх. д.   |                   |
| Сан-Хуан-і-Мартінес  | 45 061           | 409         | 22°16′0″ пн. ш. 83°50′2″ зх. д. / 22.26667° пн. ш. 83.83389° зх. д.   |                   |
| Сан-Луїс             | 34 085           | 765         | 22°16′59″ пн. ш. 83°46′4″ зх. д. / 22.28306° пн. ш. 83.76778° зх. д.  |                   |
| Сандіно              | 39 245           | 1718        | 22°04′52″ пн. ш. 84°13′18″ зх. д. / 22.08111° пн. ш. 84.22167° зх. д. |                   |
| Віньялес             | 27 129           | 704         | 22°36′55″ пн. ш. 83°42′57″ зх. д. / 22.61528° пн. ш. 83.71583° зх. д. |                   |

## Демографія
У 2004 році, населення провінції становило 730,626 осіб. З загальною площею 10,904.03 км², середня щільність населення в провінції 67.0 чол./км².

## Релігія
- Пінар-дель-Ріоська діоцезія Католицької церкви.

## Економіка
Основна економічна галузь провінції тютюн. Пінар-дель-Ріоська провінція виготовляє його 70 % від загального виробництва Куби.

## Визначні пам'ятки
У провінції безліч можливостей для екологічного туризму. Є пункти для дайвінгу.

## Події
2 лютого 2019 р. з території провінції Пінар-дель-Ріо спостерігалося падіння метеориту. Потім тут знайшли його уламки, найбільші з яких, за повідомленням вчених, мають розмір від 20 до 30 сантиметрів у довжину. За даними Кубинського інституту геофізики уламки складаються з заліза, нікелю та силікату магнію.